# Reparto Eliassalto
Il reparto Eliassalto (REA) è una componente specialistica dell'Aviazione Navale Italiana, di supporto per le operazioni speciali e le operazioni anfibie. Opera dalle stazioni aeromobili di Luni-La Spezia (Reparto operazioni speciali) e di Grottaglie-Taranto (Reparto operazioni anfibie).

## Storia

### Reparto operazioni speciali
Con la costituzione nel 1962 del 1º Gruppo elicotteri prima dalla base di Catania e dal 1971 dall'aeroporto militare di Luni, dotati di SH-34 Seabat, la Marina Militare affidò a questo reparto le missioni ricerca e soccorso (CSAR), congiuntamente con gli incursori dei G.O.I..
Nel 1994 fu costituito, all'interno del 1º gruppo, un Reparto operazioni speciali, per missioni CSAR, operazioni antiterrorismo su terra e unità navali (sia civili che militari), infiltrazione ed esfiltrazione di forze speciali in territorio ostile.
Nel Quinto Gruppo Elicotteri, nato nel novembre 1969, fu poi costituito un analogo reparto, in quanto l’AB-212 rappresentava il supporto ideale in qualità essenzialmente di “tiratore scelto” per gli elicotteri. In segno di collaborazione tra i due Gruppi venne creato un simbolo comune, con due dadi indicanti i numeri uno e cinque.
I velivoli eliassalto operano da terra dalla base di MARISTAELI Luni  o dall'incrociatore portaeromobili Garibaldi, ai cui servizi di volo vengono assegnati per missioni ASW/ASuW, e cooperano strettamente con le forze speciali del Comsubin. Il reparto è stato validato nel 2018 come supporto operativo delle forze speciali italiane.

### Il Nucleo lotta anfibia
Il 2 maggio 1994, presso la base di Grottaglie, fu costituito il Nucleo Lotta Anfibia (N.L.A.), la cui peculiarità era la specializzazione nel supporto alle operazioni anfibie del Reggimento San Marco.
Dall'aprile del 2004 ufficialmente è scomparso il Nucleo Lotta Anfibia per dar vita al “Reparto Operazioni Anfibie” del Servizio Operazioni del 4º Gruppo elicotteri.
Oggi il reparto, impiegato anche in missioni all'estero, opera nell'ambito del 4º Gruppo Elicotteri - Maristaer come supporto aereo e trasporto truppe della Brigata marina "San Marco".

## Organizzazione
- Reparto Eliassalto del 1º Gruppo elicotteri (Luni) (SOOS - TIER 2);
- Reparto Eliassalto del 5º Gruppo elicotteri (Luni) (TIER 2);
- Reparto Eliassalto del 4º Gruppo elicotteri (Grottaglie) (TIER2)

## Mezzi

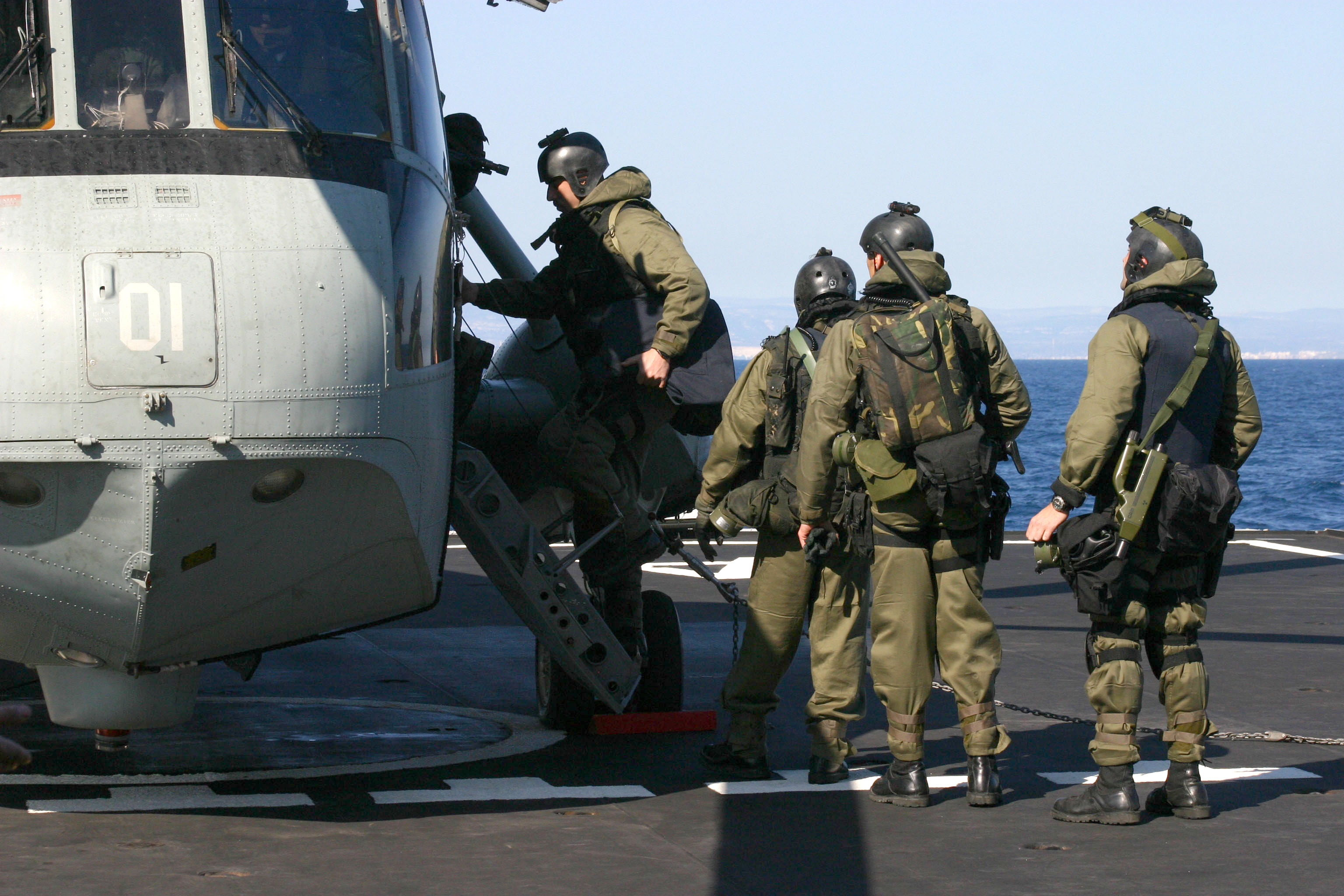
Incursori del Comsubin si imbarcano su un SH-3D

Vengono impiegati elicotteri Sikorsky SH3D Sea King e Agusta-Bell AB 212.
Gli aeromobili in dotazione hanno ricevuto opportune modifiche per questo compito. Gli elicotteri, nella versione ASH (Assault Support Helicopter) per il supporto alle forze anfibie e alle forze speciali, sono privi di sensori radar, sonar e FLIR e sono equipaggiati di due mitragliatrici da 12,7 mm, due mitragliere brandeggiabili MG 42/59 lanciarazzi e sistema integrato di autoprotezione passivo (SIAP) e attivo, con sensori antimissile e sistema di lancio automatico di falsi bersagli radar (chaffs) e IR (flares) per la sopravvivenza in territorio ostile.
Gli elicotteri SH 3D NLA hanno subito le stesse modifiche degli AB 212 per il supporto alle forze anfibie e alle forze speciali, con la rimozione di sensori radar, sonar e FLIR ed equipaggiati con protezioni in kevlar, sedili per i piloti corazzati, filtro antisabbia a protezione delle prese d'aria, illuminazione interna ed esterna NVG (Night Vision Goggles), ed equipaggiati con l'armamento e lo stesso sistema integrato di autoprotezione passivo (SIAP) e attivo degli AB 212 NLA per la sopravvivenza in territorio ostile. Gli SH 3D NLA sono in grado di trasportare due piloti e fino a 16 operatori del San Marco o delle Forze Speciali.
Sono da poco entrati in linea, per sostituire progressivamente gli AB 212, dieci NHIndustries NH90 ASH.